# 私たちが恋する理由
『私たちが恋する理由』（わたしたちがこいするりゆう）は、ma2による日本の漫画作品。『FEEL YOUNG』（祥伝社）にて、2020年6月号（5月8日発売）から連載。その後、2023年12月7日より『LINEマンガ』に移籍しており、単行本はシュークリームからの発売に変更となっている。また、スピンオフ『僕たちが恋する理由』（ぼくたちがこいするりゆう）が、『OUR FEEL』（シュークリーム）にて2024年6月6日より連載されている。
2023年には、アムタスが主催する第2回「みんなの推し恋愛マンガ大賞」にて、大人の恋愛部門大賞を受賞した。
2024年10月より、テレビ朝日系列にてテレビドラマが放送された。

## 書誌情報
- ma2 『私たちが恋する理由』 祥伝社〈FEEL COMICS〉、全4巻
  1. 2021年4月8日発売[6]、ISBN 978-4-396-76820-1
  2. 2022年1月8日発売[7]、ISBN 978-4-396-76848-5
  3. 2022年10月7日発売[8]、ISBN 978-4-396-76871-3
  4. 2023年6月8日発売[9]、ISBN 978-4-396-76883-6
- ma2 『私たちが恋する理由』 シュークリーム〈OUR FEEL〉、既刊5巻
  1. 2024年9月13日発売[10]、ISBN 978-4-910526-638
  2. 2024年9月13日発売[10]、ISBN 978-4-910526-621
  3. 2024年9月13日発売[10]、ISBN 978-4-910526-645
  4. 2024年9月13日発売[10]、ISBN 978-4-910526-652
  5. 2024年10月16日発売[10]、ISBN 978-4-910526-676

## テレビドラマ
2024年10月12日から12月21日までテレビ朝日系「オシドラサタデー」枠で放送された。主演は菊池風磨。

### キャスト

#### 主要人物
黒澤智也（くろさわ ともなり）〈33〉
演 - 菊池風磨
主人公。入社11年目の営業部第一課の課長。一人暮らしで料理が得意。愛犬のアキラを溺愛する。
森田葵（もりた あおい）〈25〉
演 - 久間田琳加
営業部第一課に所属する黒澤の部下で、入社3年目。

#### 周辺人物
坂元凌（さかもと りょう）〈25〉
演 - 七五三掛龍也
葵の同期。営業部第二課に所属。
小津京（おづ けい）〈25〉
演 - 齊藤なぎさ
葵と坂元の同期。デザイン部に所属。
大島蛍（おおしま けい）〈33〉
演 - 佳久創
黒澤の同期。営業部第二課に所属。
市川絢香（いちかわ あやか）〈33〉
演 - 山崎紘菜
黒澤と大島の同期。デザイン部に所属。
伊丹瑞貴
演 - 杢代和人
黒澤の部下。葵が教育係を務める若手社員。

#### ゲスト
第3話
- 白石友治（絢香の恋人） - 古屋呂敏（第4、7話）

### スタッフ
- 原作 - ma2『私たちが恋する理由』（シュークリーム「OUR FEEL」連載）[5]
- 脚本 - 山田由梨、綿種アヤ、藤平久子[5]
- 演出 - 湯浅弘章、吉野主、松浦健志[5]
- 音楽 - 桶狭間ありさ[14]
- 主題歌 - timelesz「because」（Over The Top）[15]
- エグゼクティブプロデューサー - 三輪祐見子（テレビ朝日）[5]
- プロデューサー - 残間理央（テレビ朝日）、島本講太（ストームレーベルズ）、疋田理紗（ザフール）[5]
- 制作協力 - ザフール[5]
- 制作 - テレビ朝日、ストームレーベルズ[5]

### 放送日程
| 話数   | 放送日   | サブタイトル             | 脚本              | 演出     |
| ------ | -------- | ------------------------ | ----------------- | -------- |
| 第1話  | 10月12日 | 手を握って笑った理由     | 綿種アヤ 藤平久子 | 湯浅弘章 |
| 第2話  | 10月19日 | 初めて嫉妬した理由       | 綿種アヤ 藤平久子 | 吉野主   |
| 第3話  | 10月26日 | 放っておけない理由       | 山田由梨          | 湯浅弘章 |
| 第4話  | 11月02日 | 初めてキスした理由       | 綿種アヤ          | 吉野主   |
| 第5話  | 11月09日 | キスを拒んだ理由         | 山田由梨          | 湯浅弘章 |
| 第6話  | 11月16日 | 月が綺麗な理由           | 藤平久子 綿種アヤ | 湯浅弘章 |
| 第7話  | 11月23日 | 嘘ついて見つめた理由     | 山田由梨          | 吉野主   |
| 第8話  | 11月30日 | 君のために泣いた理由     | 山田由梨          | 松浦健志 |
| 第9話  | 12月14日 | どんな夜も越えられる理由 | 山田由梨          | 湯浅弘章 |
| 最終話 | 12月21日 | 君こそ理由               | 山田由梨          | 湯浅弘章 |

- 第8話は30分繰り下げられ、23時30分 - 翌0時に放送された。
- 12月7日は『フィギュアスケートGPファイナル2024 男子ショート・女子フリー・ペアフリー』（22:10 - 翌0:24）放送のため休止。

| テレビ朝日系 オシドラサタデー                 | テレビ朝日系 オシドラサタデー                    | テレビ朝日系 オシドラサタデー                |
| 前番組                                        | 番組名                                           | 次番組                                       |
| --------------------------------------------- | ------------------------------------------------ | -------------------------------------------- |
| 青島くんはいじわる （2024年7月6日 - 9月14日） | 私たちが恋する理由 （2024年10月12日 - 12月21日） | ホンノウスイッチ （2025年1月11日 - 3月15日） |